# 192 Radio
192 Radio is een webradiozender van de Stichting Norderney.
Op deze zender zijn oude uitzendingen van Radio Veronica te beluisteren. Soms worden de originele programma's uitgezonden, maar er zijn ook combinaties met actuele presentaties. Op de zender zijn ook oude jingles en reclameboodschappen te horen. Verder worden wekelijks onder de noemer De Nationale Zaterdagmiddaggebeurtenis een oude Top 40 en Tipparade ten gehore gebracht.